# Auxelles-Bas
Auxelles-Bas è un comune francese di 486 abitanti situato nel dipartimento del Territorio di Belfort nella regione della Borgogna-Franca Contea. Fa parte della Comunità di comuni dell'alta Savoureuse.

## Società

### Evoluzione demografica
Abitanti censiti